# Beker van de kroonprins van Saoedi-Arabië
De Beker van de kroonprins van Saoedi-Arabië was tot 2017 een jaarlijks voetbaltoernooi in Saoedi-Arabië.

## Winnaars

### King's Cup
- 1956/57 : Al-Wahda 4-0 Al-Ittihad
- 1957/58 : Al-Ittihad 3-0 Al-Wahda
- 1958/59 : Al-Ittihad 2-0 Al-Wahda
- 1959/60 : Al-Ittihad 3-0 Al-Wahda
- 1960/61 : Al-Hilal 3-2 Al-Wahda
- 1961/62 : Al-Ahli 1-0 Al-Riyadh
- 1962/63 : Al-Ittihad 3-0 Al-Hilal
- 1963/64 : Al-Hilal 0-0 Al-Ittihad [3-1 pen]
- 1964/65 : Al-Ahli 3-1 Al-Ittifaq
- 1965/66 : Al-Wahda 2-0 Al-Ittifaq
- 1966/67 : Al-Ittihad 0-0 Al-Nassr [5-3 pen]
- 1967/68 : Al-Ittifaq 4-2 Al-Hilal
- 1968/69 : Al-Ahli 1-0 Al-Shabab
- 1969/70 : Al-Ahli 2-0 Al-Wahda
- 1970/71 : Al-Ahli 2-0 Al-Nassr
- 1971/72 : Al-Ahli 2-1 Al-Nassr
- 1972/73 : Al-Nassr 1-0 Al-Ahli
- 1973/74 : Al-Nassr
- 1974/75 niet gespeeld
- 1975/76 : Al-Nassr 2-0 Al-Ahli
- 1976/77 : Al-Ahli 3-1 Al-Hilal
- 1977/78 : Al-Ahli 1-0 Al-Riyadh
- 1978/79 : Al-Ahli 4-0 Al-Ittihad
- 1979/80 : Al-Hilal 3-1 Al-Shabab
- 1980/81 : Al-Nassr 3-1 Al-Hilal
- 1981/82 : Al-Hilal 3-1 Al-Ittihad
- 1982/83 : Al-Ahli 1-0 Al-Ittifaq
- 1983/84 : Al-Hilal 4-0 Al-Ahli
- 1984/85 : Al-Ittifaq 1-1 Al-Hilal [4-3 pen] [*3]
- 1985/86 : Al-Nassr 1-0 Al-Ittihad
- 1986/87 : Al-Nassr 1-0 Al-Hilal
- 1987/88 : Al-Ittihad 1-0 Al-Ittifaq
- 1988/89 : Al-Hilal 3-0 Al-Nassr
- 1989/90 : Al-Nassr

### Crown Prince Cup
- 1956/57 : Al-Thaghar
- 1957/58 : Al-Ittihad 3-2 Al-Thaghar
- 1958/59 : Al-Ittihad 4-3 Al-Wahda
- 1959/60 : Al-Wahda
- 1960/61 : West Team 2-1 Central Team
- 1961/62 : East Team  2-1 West Team
- 1962/63 : Al-Ittihad  6-2 Al-Ittifaq
- 1963/64 : Al-Hilal 3-2 Al-Wahda
- 1964/65 : Al-Ittifaq 3-0 Al-Ittihad
- 1965/66 niet gespeeld
- 1966/67 : West Team 5-2 East Team
- 1967/68 : West Team 4-3 Central Team
- 1968/69 : Central Team 0-0 West Team [Central Team met pen]
- 1969/70 : Al-Ahli versloeg Al-Wahda [met pen?]
- 1970/71 niet gespeeld
- 1971/72 niet gespeeld
- 1972/73 : Al-Nassr 2-1 Al-Wahda
- 1973/74 : Al-Nassr 1-0 Al-Ahli

- 1990/91 : Al-Ittihad 0-0 Al-Nassr [5-4 pen]
- 1991/92 : Al-Qadisiya 0-0 Al-Shabab [4-2 pen]
- 1992/93 : Al-Shabab 1-1 Al-Ittihad [5-3 pen]
- 1993/94 : Al-Riyadh 1-0 Al-Shabab [na extra tijd]
- 1994/95 : Al-Hilal 1-0 Al-Riyadh
- 1995/96 : Al-Shabab 3-0 Al-Nassr
- 1996/97 : Al-Ittihad 2-0 Al-Ta'ee
- 1997/98 : Al-Ahli 3-2 Al-Riyadh [na sudden death]
- 1998/99 : Al-Shabab 1-0 Al-Hilal
- 1999/00 : Al-Hilal 3-0 Al-Shabab
- 2000/01 : Al-Ittihad 3-0 Al-Ittifaq
- 2001/02 : Al-Ahli 2-1 Al-Ittihad
- 2002/03 : Al-Hilal 1-0 Al-Ahli
- 2003/04 : Al-Ittihad 1-0 Al-Ahli
- 2004/05 : Al-Hilal 2-1 Al-Qadisiya
- 2005/06 : Al-Hilal 1-0 Al-Ahli
- 2006/07 : Al-Ahli 2-1 Al-Ittihad
- 2007/08 : Al-Hilal 2-0 Al-Ittifaq